# خیادان
خیادان نام محله ای از شهر خوراسگان، بخش حومه شهرستان اصفهان می‌باشد. امامزاده سیدمحمدباقر معروف به امامزاده شاه خیادان در آن قرار دارد.
علی اکبر دهخدادر کتاب لغت‌نامه صفحه۱۹۶۶آورده خیادان دهی ازدهستان جی بخش حومه شهرستان اصفهان می‌باشد(۱) و دکتر محمدحسین در فرهنگ آبادیها صفحه ۲۳۱ آورده خیادان از آبادیهای شهر اصفهان به شمار می‌آید.

## امامزاده شاه خیادان
امامزاده باقردر خیادان اصفهان معروف به امامزاده شاه خیادان است.
در کتاب بیست هزار زیارتگاه جهان، جلد سوم صفحه ۱۰۰ آورده امامزاده باقر بن موسی بن جعفر در خیادان شهر اصفهان دفن شده و کرامات فراوان از ان حضرت نقل می‌شود